# The Favor
The Favor (titulada en castellano El favor en España e Hispanoamérica) es una comedia protagonizada por Elizabeth McGovern y Harley Jane Kozak. Dirigida por Donald Petrie. Estrenada el 29 de abril de 1994 en Estados Unidos y el 15 de abril de 1995 en España.

## Argumento
Kathy (Harley Jane Kozak) lleva un matrimonio bastante feliz pero carente de pasión con su marido Peter (Bill Pullman). Como no quiere ser infiel a su marido, decide llevar a cabo sus fantasías por medio de su mejor amiga, Emily (Elizabeth McGovern), a la que le pide un gran favor: acostarse con su amor de la universidad, Tom. Las cosas se complican cuando Emily se queda embarazada después de haberse acostado con Tom, sin saber si el hijo que espera es de este o de su novio, Elliot (Brad Pitt).

## Recepción crítica y comercial
Según la página de Internet Rotten Tomatoes obtuvo un 33% de comentarios positivos.
Según la página de Internet Metacritic obtuvo críticas mixtas, con un 51%, basado en 12 comentarios de los cuales 5 son positivos.
Recaudó 3 millones de dólares en Estados Unidos. Se desconoce cuáles fueron las recaudaciones internacionales y el presupuesto.